# Eumecosoma tiarensis
Eumecosoma tiarensis är en tvåvingeart som beskrevs av Kaletta 1978. Eumecosoma tiarensis ingår i släktet Eumecosoma och familjen rovflugor.
Artens utbredningsområde är Venezuela. Inga underarter finns listade i Catalogue of Life.